# Чемпионат СССР по водному поло 1952
XII чемпионат СССР по водному поло проходил с 14 сентября по 5 октября 1952 года в Кишинёве и Москве. Чемпионское звание выиграла команда ВВС МВО.

## Общая информация
В соревнованиях участвовали 23 команды. На предварительном этапе они были разделены на 6 групп, в которых провели матчи по круговой системе. Победители групповых турниров — четыре команды из Москвы, ВМС из Ленинграда и киевский «Труд» — вышли в финальный этап, в котором сыграли в два круга.
Турнир начался 14 сентября в открытом бассейне «Локомотив» в Кишинёве, но из-за резкого похолодания был прерван и с 28 сентября возобновился в московском бассейне № 2 на Мироновской улице.
Команда ВВС МВО усилила свой состав перешедшим из московского «Динамо» нападающим Петром Мшвениерадзе и защитила титул чемпиона СССР, выиграв на финальном этапе 9 из 10 матчей. Серебряным призёром стала ленинградская команда ВМС, бронзовым — московское «Динамо».

## Результаты финального этапа
|                       | 1        | 2       | 3       | 4        | 5        | 6        | И  | В | Н | П  | М     | О  |
| --------------------- | -------- | ------- | ------- | -------- | -------- | -------- | -- | - | - | -- | ----- | -- |
| 1. ВВС МВО (Москва)   |          | 3:2 9:3 | 2:3 7:5 | 10:7 6:5 | 4:1 6:0  | 7:1 8:4  | 10 | 9 | 0 | 1  | 62:31 | 18 |
| 2. ВМС (Ленинград)    | 2:3 3:9  |         | 3:2 5:2 | 7:3 5:2  | 4:3 4:2  | 4:2 6:1  | 10 | 8 | 0 | 2  | 43:29 | 16 |
| 3. «Динамо» (Москва)  | 3:2 5:7  | 2:3 2:5 |         | 3:2 5:6  | 5:4 2:2  | 7:3 5:4  | 10 | 5 | 1 | 4  | 39:38 | 11 |
| 4. «Торпедо» (Москва) | 7:10 5:6 | 3:7 2:5 | 2:3 6:5 |          | 0:5 3:2  | 8:3 9:0  | 10 | 4 | 0 | 6  | 45:46 | 8  |
| 5. ЦДСА (Москва)      | 1:4 0:6  | 3:4 2:4 | 4:5 2:2 | 5:0 2:3  |          | 5:1 10:3 | 10 | 3 | 1 | 6  | 34:32 | 7  |
| 6. «Труд» (Киев)      | 1:7 4:8  | 2:4 1:6 | 3:7 4:5 | 3:8 0:9  | 1:5 3:10 |          | 10 | 0 | 0 | 10 | 22:69 | 0  |

Матчи первых трёх туров прошли в Кишинёве, остальные — в Москве.
1-й тур
- ВВС МВО — ВМС — 3:2
- ЦДСА — «Труд» — 5:1
- «Динамо» — «Торпедо» — 3:2

2-й тур
- ЦДСА — «Торпедо» — 5:0
- «Динамо» — ВВС МВО — 3:2
- ВМС — «Труд» — 4:2

3-й тур
- ВМС — «Динамо» — 3:2
- ВВС МВО — ЦДСА — 4:1
- «Торпедо» — «Труд» — 8:3

4-й тур
- ВМС — «Торпедо» — 7:3
- ВВС МВО — «Труд» — 7:1
- «Динамо» — ЦДСА — 5:4

5-й тур
- ВМС — ЦДСА — 4:3
- «Динамо» — «Труд» — 7:3
- ВВС МВО — «Торпедо» — 10:7

6-й тур
- ВВС МВО — ВМС — 9:3
- ЦДСА — «Труд» — 10:3
- «Торпедо» — «Динамо» — 6:5

7-й тур
- «Торпедо» — ЦДСА — 3:2
- ВВС МВО — «Динамо» — 7:5
- ВМС — «Труд» — 6:1

8-й тур
- ВМС — «Динамо» — 5:2
- ВВС МВО — ЦДСА — 6:0
- «Торпедо» — «Труд» — 9:0

9-й тур
- ВМС — «Торпедо» — 5:2
- ВВС МВО — «Труд» — 8:4
- «Динамо» — ЦДСА — 2:2

10-й тур
- ВМС — ЦДСА — 4:2
- «Динамо» — «Труд» — 5:4
- ВВС МВО — «Торпедо» — 6:5

## Призёры
ВВС МВО: А. Афонин, Игорь Бутырин, Д. Владимиров, Л. Воробьёв, Борис Гойхман, Анатолий Егоров, Пётр Мшвениерадзе, Вадим Оболенский, В. Павлов, Николай Простяков, Евгений Семёнов, Харис Юничев. Тренер — Владимир Кузнецов.
 ВМС: Вадим Бубок, Геннадий Дойкин, Виктор Закауро, Владимир Китаев, Лев Кокорин, Артемий Либель, Владимир Попов. Тренер — Василий Поджукевич.
 «Динамо»: Василий Карманов, Григорий Коротков, Георгий Крылов, В. Иванов, Николай Малин-младший, С. Малиновский, Николай Мальцев, Лев Пущинский, Михаил Рыжак, Павел Сахновский, В. Скворцов, Георгий Харебов, Зураб Чачава, В. Юрихсон, Юрий Шляпин. Тренер — Николай Малин.